# Saint-Blaise (Górna Sabaudia)
Saint-Blaise – miejscowość i gmina we Francji, w regionie Owernia-Rodan-Alpy, w departamencie Górna Sabaudia.
Według danych na rok 1990 gminę zamieszkiwały 132 osoby, a gęstość zaludnienia wynosiła 52 osób/km² (wśród 2880 gmin regionu Rodan-Alpy Saint-Blaise plasuje się na 1489. miejscu pod względem liczby ludności, natomiast pod względem powierzchni na miejscu 1673.).